# John de Soules

Wappen von John de Soules

Sir John de Soules (auch: John de Soulis oder John Soulis) († vor 1310) war ein schottischer Ritter und Politiker.

## Herkunft
John de Soules war der zweite Sohn von Nicholas de Soulis, Lord of Liddesdale und dessen Frau, die vermutlich Annora de Normanville war. Nach dem Tod seines Vaters 1264 erbte sein älterer Bruder William de Soulis die Besitzungen der Familie in Südschottland. Als jüngerer Sohn erhielt Soules nur die kleine Herrschaft Westerkirk, die er als Lehen von Enguerrand de Guines hielt.

## Dienst als Diplomat und Rolle während des Schottischen Thronfolgestreits
John wird ab etwa 1280 im Gefolge seines Bruders erwähnt. Vor 1284 wurde er zum Ritter geschlagen, in diesem Jahr begleitete er im Dienst von König Alexander III. die Gesandtschaft, die die Heirat von Yolande de Dreux mit dem König aushandelte. Möglicherweise bereits vor 1286, doch sicher vor 1289 diente er als Sheriff von Berwick. 1290 gehörte er zu den Adligen, die an den Verhandlungen teilnahmen, die zum Abschluss des Vertrags von Birgham führten. Als nach dem Tod der Thronanwärterin Margarete die Thronfolge ungeklärt war, übertrugen die schottischen Adligen dem englischen König Eduard I. die Entscheidung, wer der nächste schottische König werden solle. Deshalb schwor Soules mit zahlreichen anderen schottischen Adligen am 13. Juni 1291 dem englischen König die Treue. Dazu musste er als Sheriff Berwick Castle an die Engländer übergeben. Anschließend gehörten Soules und sein Bruder William als Vertreter des Thronanwärters Robert (V) de Brus der Versammlung an, die unter Vorsitz des englischen Königs über die Thronfolge entscheiden sollte. Sein Neffe Nicholas, der Sohn seines Bruders, beanspruchte dabei als Nachfahre einer unehelichen Tochter von König Alexander II. selbst den Thron. 1293 nahm John de Soules an dem Parlament des neuen Königs John Balliol teil, wobei er für die Loyalität des jungen Robert Bruce, Earl of Carrick, einem Enkel von Robert (V) de Brus bürgte.

## Rolle während des Ersten Schottischen Unabhängigkeitskriegs

### Erneuter Dienst als Diplomat
1295 war Soules einer der vier Gesandten, die das schottische Bündnis mit Frankreich aushandelten, dabei hatte er wesentlichen Anteil an dem Abschluss des Bündnisses. In den Ragman Rolls, der Liste der Schotten, die nach dem Sieg des englischen Königs im Krieg gegen Schottland Eduard I. 1296 die Treue schworen, wird er nicht genannt. In der Zeit zwischen 1295 bis etwa 1299 wird er weder in Schottland noch in England erwähnt, vermutlich hielt er sich während dieser Zeit in Frankreich auf. Im Februar und im Mai 1299 erhielt er Geldzahlungen vom französischen König Philipp IV. Im Juli 1299 hielt er sich in Damme auf, wo er auf ein Schiff für die Überfahrt nach Schottland wartete. Zu dieser Zeit war der 1296 abgesetzte John Balliol aus dem Gewahrsam von Papst Bonifatius VIII. entlassen und dem französischen König übergeben worden. Möglicherweise kehrte Soules 1299 nach Schottland zurück, wofür es jedoch keinen Beleg gibt. Wahrscheinlicher ist, dass die übrigen schottischen Gesandten ohne ihn zurückkehrten. Soules blieb dagegen in Frankreich, wo er nun Kontakt zu John Balliol halten konnte. Möglicherweise hielt er sich auch bei diesem in der Picardie auf.

### Guardian of Scotland
Im Mai 1301 war Soules wieder in Schottland, wo er als Nachfolger der untereinander zerstrittenen Robert Bruce, Earl of Carrick und John Comyn of Badenoch alleiniger Guardian of Scotland wurde. Möglicherweise war er zuvor in Frankreich von Balliol mit dem Amt betraut worden, denn er besiegelte als Guardian Urkunden im Namen von John Balliol. Dazu setzte er mit Nicholas Balmyle wieder einen Kanzler für Schottland ein. Als Eduard I. versuchte, vom Papst als Oberherrscher von Schottland anerkannt zu werden, hielt Soules eine Ratsversammlung ab und sandte schließlich zwei Anwälte mit einer Auflistung von Gegenargumenten zu Baldred Bisset, dem schottischen Vertreter bei der Kurie. Dazu übernahm Soules mit die Führung im bewaffneten Kampf gegen die englischen Besatzer, der während seiner Regentschaft wieder stärker geführt wurde. Zusammen mit Ingram de Umfraville führte er im Sommer 1301 einen Kleinkrieg gegen das englische Heer, das unter dem Prince of Wales in Südwestschottland eingefallen war. Der von Soules erfolgreich geführte Kampf in Südwestschottland bewegte wohl Simon Fraser, Herbert Morham und andere Barone dazu, wieder auf schottischer Seite zu kämpfen. Am 7. und 8. September 1301 unternahmen Soules und Ingram de Umfraville einen vergeblichen Angriff auf Lochmaben Castle, danach sammelten sie ihre Truppen bei Loudoun in der vergeblichen Hoffnung, das belagerte Bothwell Castle entsetzen zu können. Da sich die Armee des Prince of Wales nicht zuletzt wegen der Angriffe von Soules nicht mit der Armee des Königs vereinigen konnte, war der englische Zangenangriff gescheitert. Eduard I. stimmte deshalb im Januar 1302 einem neunmonatigen Waffenstillstand zu.

### Erneuter Dienst als Diplomat, Exil und Tod
Die schottischen Hoffnungen lagen nun auf den Friedensverhandlungen zwischen Frankreich und England. Im Herbst 1302 reiste Soules deshalb mit einer hochrangigen Delegation wieder nach Frankreich, um den französischen König zu bewegen, keinen Frieden zu schließen, in den Schottland nicht mit einbezogen wurde. Als Nachfolger für ihn wurde wahrscheinlich John Comyn erneut zum Guardian gewählt. Der französische König schloss jedoch im Frühjahr 1303 den Frieden von Paris mit dem englischen König, von dem die Schotten ausgeschlossen wurden. Ohne Aussicht auf Unterstützung durch Frankreich war die militärische Situation der Schotten nun hoffnungslos. Bis Februar 1304 unterwarfen sich daher mit Ausnahme von Soules, William Wallace und Simon Fraser alle schottischen Führer dem englischen König. Der englische König verurteilte Soules zu einem zweijährigen Exil, bevor er nach Schottland zurückkehren durfte, doch Soules ging auf diese Bedingung nicht ein und unterwarf sich nicht dem englischen König. Stattdessen lebte er bis zu seinem Tod freiwillig im französischen Exil. Nachdem sich Robert Bruce 1306 zum König erklärt hatte, erklärte der englische König die Besitzungen von Soules für verwirkt und vergab sie an John Lovel. Soules starb spätestens 1310.

## Heirat und Nachkommen
Soulis hatte vermutlich vor 1295 Margaret, eine Tochter von Merleswain, Lord of Ardross geheiratet. Sie war die Witwe von Hugh de Perisby. Seine Frau erbte einen Teil der Besitzungen ihres Vaters, so dass Soules in den Besitz eines Teils von Adross in Fife kam. Mit seiner Frau hatte er eine Tochter:
- Muriella Soulis ⚭ Richard Lovel († 1351), Lord of Hawick und Castle Cary

Eduard I. hatte Soules nach dem Tod von Hugh Lovel, Lord of Hawick die Vormundschaftsverwaltung von dessen Besitzungen gegeben. Soules verlobte den minderjährigen Erben Richard Lovel mit seiner Tochter, der so offenbar einen Teil der Besitzungen von Soules erben konnte.

## Nachwirkung
Von den schottischen Führern des Kampfes gegen England wurde Soules von Historikern lange vernachlässigt. Fordun und andere schottische Chronisten hatten keine hohe Meinung von ihm, da er die militärische Niederlage der Schotten nicht verhindern konnte. Vermutlich beurteilten sie ihn auch so negativ, weil der mit ihm verwandte William Soulis 1320 als Verräter gegen den König verurteilt wurde. John de Soules hatte dagegen als Diplomat und Staatsmann recht erfolgreich agiert, und angesichts seiner Stellung als Ritter mit nur kleinem Landbesitz konnte er mit seinen diplomatischen Fähigkeiten offenbar die schottischen Magnaten beeindrucken.